# Jardí dos Capuchos
El Jardí dos Capuchos és un jardí públic al poble de Capuchos, freguesia de Caparica, del municipi d'Almada, a la regió de Lisboa, aldistricte de Setúbal, a Portugal. Es troba dins el Paisatge Protegit del Penya-segat Fòssil de la Costa de Caparica.
El jardí envolta l'antic Convent dos Capuchos de Caparica, manat construir el 1558 per Lourenço Pires de Távora. Actualment és un important espai verd de lleure i cultura del municipi, del qual és possible admirar la costa atlàntica.